# Трубайці
Трубайці́ — село в Україні, у Хорольській міській громаді Лубенського району Полтавської області. Населення становить 725 осіб. До 2020 орган місцевого самоврядування — Трубайцівська сільська рада. День проведення Дня села 15 жовтня.

## Географія
Село Трубайці знаходиться на лівому березі річки Хорол, вище за течією на відстані 2 км розташоване село Костюки, нижче за течією на відстані 1,5 км розташоване село Кулики. Річка в цьому місці звивиста, утворює лимани, стариці та заболочені озера.

## Історія
В 1775 році було ліквідовано Запорізьку Січ і частина старшини, козаків, невдоволених ліквідацією Запорізької Січі, втекла на лівобережну Україну і селилася на вільних землях подалі від великих міст.
Ось у ті часи, у другій половині XVIII ст. і з'явилися поселення, які пізніше дістали назву сучасних трубайцівських сіл. Перші поселенці обрали місцем проживання острів на річці Хорол бо там краще було ховатися від переслідувачів, адже навкруги були великі болота.
Про наявність острова свідчить і той факт, що річка Хорол раніше протікала між нинішніми частинами села  — Борсюки і Красна Горка, а згодом центр перемістився на південну частину коси, що заглибилася у заплаву річки Хорол, в давні часи досить повноводної. Тай сама назва Хорол означає «швидкий».
Перші поселенці-вільні селяни чи козаки займалися землеробством чи мисливством. Перекази зберегли і прізвище одного, хай не з перших, а з наступних поколінь, мисливця Мусійка Л. Н. (важко тепер гадати, як старожили назвали ініціали їх далекого предка), але це інше: цей Мусійко грав на особливій трубці, скликаючи собак до і після полювання. Ось тому і місцевість, де жив цей Мусійко з товаришами, стали називатися Трубачами, а потім більш лагідно — Трубайці.
Виникає слушне питання: чому ж не назвали поселення ім'ям того Мусійка? Можливо наші предки знали, що неподалік на річці Сулі люди назвали вже своє село Мусіївкою.
По ревізії 1726 року в Трубайцях нараховувалося 86 дворів «посполитих людей»: «они все не до ратуши, но до власти и правления гетьманського подлежат, а суть воскових-свободные и за роздачею оставшиеся». Як видно, що Трубайці село вільне, але це поняття досить відносне. Бо що ж значить слова: «и за роздачею оставшиеся?»
То ж кому цих селян роздавали, ще до 1743 року, коли власником Трубайців став Капніст. Капністи у XVIII ст. започаткували виникнення цього прекрасного з багатою історією, демократичними традиціями, з високою освідченістю для свого часу села. Це і недивно, адже родина Капністів складала цвіт нації — одна з найвідоміших і водночас призабутих стародавніх українських родин (В. Я. Мадзолевський «Малоросійський родословник» 1916 Т. 2 с. 282)
Наприкінці XVIII ст. почалося обмеження селянських переходів із одного місця на інше, а царський уряд зі свого боку роздавав землю своїм придворним т а улюбленцям. Часто власниками українських земель ставали іноземці, саме так сталося і з нашим краєм. Ним став володіти виходець з Італії: Капніст. Першим представником сімейства Капністів, що прибув з Росії наприкінці XVIII ст. був Василь Петрович, який загинув у битві при Гроз-Егерндорфі в 1759 році в чині бригадира, а його сини розширювали свої землеволодіння. В графське достоїнство в Росії Капністи були введені в 1876 році. Місцем проживання один із синів померлого Петро обрав Трубайці. Петро Васильович Капніст, а з часом його діти та внуки були типовими для того часу поміщиками-експлуататорами і жили за рахунок підневільної праці селян. Щоб мати більше землі Капніст наказав будувати греблю, яка і зараз існує. Гребля перегородила річку Хорол, змінила напрямок її русла. Тепер річка протікає лише з однієї сторони села.
Злидні і темрява панували в селі. Хоч у Трубайцях було однокласне сільське училище, письменних у селі було дуже мало. Про це красномовно свідчить той факт, що в 1885 році на 990 чоловік грамотних було лише 86, а серед жінок грамотних не було зовсім. Та ж статистик стверджує що в Трубайцях в 1885 році хлопчиків від 7 до 14 років було 213, а навчалося лише 42, з 182 дівчаток віком від 7 до 16 років навчалося лише 2.
За переписом населення 1904 року в селі Трубайці було 190 господарств і населення було 1305, з них не землеробськими професіями володіли десятки людей. Так, в селі Трубайці було 5 теслів, 7 шевців, 5 чоботарів, 2 коваля, 2 слюсарі, 9 ткачів, 2 візники, 65 поденщиків, 11 інтелігентних професій. В 1917 році селяни встановили контроль над маєтком графа Капніста. В селі було організовано комітет бідноти, який став готуватися до розподілу землі.
В 1917 році на базі маєтку в Трубайцях було організовано державне підприємство — радгосп. Там селяни стали одержувати зарплату, як і в місті. Селяни взялися господарювати біля худоби. Цегельний та винокурний заводи, що були в Капніста, вирішили законсервувати, а маслобійку пустити в дію. Трубайцівські селяни не дали зруйнувати корівників, льодовень, льохів. Все під замком, на цегляному фундаменті, поруч маслозавод — чудо заморської техніки. Сяючі нікелем та міддю сепаратори, механічну маслобойню, віджимні столи приводили в рух парова машина.
На той час в Трубайцях налічувалося 288 дворів. Трубайцівська сільська Рада була розміщена в приміщенні церковно-приходської школи. В 1922 році виникли споживчі товариства, сільськогосподарське. В Трубайцівському такому товаристві була жатка. На жаль правління цього товариства підвищило вступний пай і зростання кількості членів товариства уповільнилося.
В радгоспі був відкритий медпункт, організовано амбулаторний прийом хворих селян, налагоджено пропаганду санітарно-медичних знань. Активно розгорталося культосвітня робота: ще в 1921 році було організовано хати читальні з невеликими бібліотеками.
Багато уваги приділяли розвиткові шкільної освіти, з 1924 року початкову школу у Трубацях було перетворено у семирічну.
1924 році в радгоспі з'явилися перші трактори. З 1928 року Трубайцівському радгоспу присвоїли найменування «Свиновод».
В Трубайцях колгосп «Червоний трудовик» був організований в травні 1930 року. В 1933 році до Трубайцівського «Червоного трудівника» були приєднані артілі «Червоний переможець» Красний Кут та «Радянська Нива» село Кулики. Тоді в укрупненому Трубайцівському колгоспі стало 211 коней, 1419 га землі. У 1935 році колгоспи були роз'єднані. У 1935 році був посаджений хвойний ліс.
У період німецької окупації (15.09.41-22.09.1943) гітлерівці вивезли до Німеччини 88 чоловік.
12 червня 2020 року, відповідно до розпорядження Кабінету Міністрів України № 721-р «Про визначення адміністративних центрів та затвердження територій територіальних громад Полтавської області», село увійшло до складу Хорольської міської громади..
19 липня 2020 року, в результаті адміністративно - територіальної реформи та ліквідації Хорольського району, село увійшло до складу новоутвореного Лубенського району.

## Економіка
- «Трубайцівський», сільськогосподарський ПК.

## Об'єкти соціальної сфери
- Школа.
- Бібліотека
- Будинок культури.

## Відомі люди
У селі народились:
- Ватуля Олексій Михайлович — український актор, народний артист УРСР.
- Димський Модест Гаврилович — український письменник, діяч освіти.
- революційний діяч П. В. Завадський.